# Палладийдицирконий
Палладийдицирконий — бинарное неорганическое соединение
палладия и циркония
с формулой PdZr2,
кристаллы.

## Получение
- Сплавление стехиометрических количеств чистых веществ:

{\displaystyle {\mathsf {Pd+2Zr\ {\xrightarrow {1085^{o}C}}\ PdZr_{2}}}}

## Физические свойства
Палладийдицирконий образует кристаллы
тетрагональной сингонии,
пространственная группа I 4/mmm,
параметры ячейки a = 0,33086 нм, c = 1,08915 нм, Z = 2,
структура типа дисилицида молибдена MoSi2
.
Соединение конгруэнтно плавится при температуре 1085°C.